# Pulau Salu
Pulau Salu est une île située au Sud de l'île principale de Singapour. 

## Géographie
Située au Nord de Pulau Sudong, elle s'étend sur environ 622 m de longueur pour une largeur approximative de 260 m.